# Borek (Banie Mazurskie)
Borek ist eine Siedlung in der polnischen Woiwodschaft Ermland-Masuren, die zur Landgemeinde Banie Mazurskie (Benkheim) im Powiat Gołdapski (Kreis Goldap) gehört.
Borek liegt im Nordosten der Woiwodschaft Ermland-Masuren, 16 Kilometer südwestlich der Kreisstadt Gołdap (Goldap). Die Siedlung ist mit Nowiny (Naujehnen, 1938–1945 Neuengrund) in das Schulzenamt (polnisch Sołectwo) Kierzki (Kerschken) eingegliedert und gehört somit zum Verbund der Landgemeinde Banie Mazurskie im Powiat Gołdapski, vor 1998 der Woiwodschaft Suwałki, seither der Woiwodschaft Ermland-Masuren zugehörig.

## Religionen
Kirchlich ist Borek katholischerseits der Kirche Banie Mazurskie im Bistum Ełk (Lyck) der Römisch-katholischen Kirche in Polen zugeordnet. Evangelischerseits besteht die Zugehörigkeit zur Kirche in Gołdap innerhalb der Pfarrei Suwałki in der Diözese Masuren der Evangelisch-Augsburgischen Kirche in Polen.

## Verkehr
Verkehrstechnisch liegt Borek an einem unwegsamen Landweg, der Kierzki (Kerschken) in der Landgemeinde Banie Mazurskie (Benkheim) mit Kalniszki (Kallnischken, 1938–1945 Kunzmannsrode) in der Stadt- und Landgemeinde Gołdap (Goldap) miteinander verbindet. Eine Bahnanbindung besteht nicht.